# Міхал Цеслак
Міхал Цеслак (пол. Michał Cieślak, 6 вересня 1968) — польський академічний веслувальник.
Бронзовий призер Олімпійських Ігор 1992 року в складі розпашної четвірки зі стерновим.
Бронзовий призер Чемпіонату світу 1991 року в складі розпашної четвірки зі стерновим.